# Norman Bates
Norman Bates (Pocatello, 26 augustus 1927) is een Amerikaanse jazzbassist. Hij speelde bij Dave Brubeck.
Bates is de broer van de bassist Bob Bates. Hij studeerde klassieke bas en speelde daarna bij Jimmy Dorsey (1945-1946), Raymond Scott, Henry King en Carmen Cavallaro. In 1948 speelde hij kort in het trio van Dave Brubeck. In 1950 speelde als pianist mee op plaatopnames van een groep van Jack Sheedy, met saxofonist Paul Desmond en broer Bob op de bas. Na vier jaar in de Amerikaanse luchtmacht werkte hij bij de dixieband van Wally Rose en vervolgens verving hij zijn broer bij het kwartet van Brubeck, waarmee hij opnames maakte (bijvoorbeeld de lp "Jazz Goes to Junior College"). Ook maakte hij opnames met een groep geleid door Paul Desmond. Rond 1957 verliet hij Brubeck en leidde hij een trio in San Francisco.